# Нюфло-де-Чавес (провінція)
Нюфло-де-Чавес — одна з п'ятнадцяти провінцій болівійського департаменту Санта-Крус, розташована в північній та центральній частинах департаменту. Названо на честь конкістадора Нюфло де Чавеса (1518—1556), який заснував місто Санта-Крус-де-ла-Сьєрра. Столиця провінції — Консепсьйон. Провінцію створено законом від 16 вересня 1915 року за часів президентства Ісмаеля Монтеса. Спочатку була частиною провінції Чикітос.

## Розташування
Провінція Нюфло-де-Чавес розташована між 13° 45' та 17° 30' пд. ш. та між 61° 30' та 63° 25' зх. д. Вона простягається на 520 км з півночі на південь, і до 250 км із заходу на схід.
Провінція розташована в Болівійській низовині та межує з департаментом Бені на півночі, провінцією Гуарайос на північному заході, провінцією Обіспо-Сантістеван і провінцією Ігнасіо-Варнес на південному заході, провінцією Андрес-Ібаньєс і провінцією Чикітос на півдні та провінцією Хосе-Мігель-де-Веласко на сході.

## Поділ
Провінція складається з шести муніципалітетів, які далі поділяються на кантони:
| Розділ | Муніципалітет                                              | Мешканці (2001) | Столиця                | Мешканці (2001) |
| ------ | ---------------------------------------------------------- | --------------- | ---------------------- | --------------- |
| 1-й    | Муніципалітет Консепсьйон                                  | 14 522          | Консепсьйон            | 5 586           |
| 2-й    | Муніципалітет Сан-Хав'єр (також муніципалітет Сан-Ксав'єр) | 11 316          | Сан-Хав'єр             | 5 538           |
| 3-й    | Муніципалітет Сан-Рамон                                    | 5 660           | Сан-Рамон              | 4746            |
| 4-й    | Муніципалітет Сан-Хуліан                                   | 56 206          | Сан-Хуліан             | 6 585           |
| 5-й    | Муніципалітет Сан-Антоніо де Ломеріо                       | 6 293           | Сан-Антоніо-де-Ломеріо | 1313            |
| 6-й    | Муніципалітет Куатро-Каньядас                              | 17, 574         | Кватро-Каньядас        | 4 571           |

## Населення
Мешканці провінції Нюфло-де-Чавес — переважно чикітано, чия культура ґрунтується на поєднанні їхніх давніх звичаїв та впливу єзуїтських місіонерів. За даними перепису населення 2001 року, етнічний склад населення був таким:
| Етнічна група                   | Муніципалітет Консепсьйон (%) | Муніципалітет Сан-Хав'єр (%) | Муніципалітет Сан-Рамон (%) | Муніципалітет Сан-Хуліан (%) | Муніципалітет Сан-Антоніо-де-Ломеріо (%) | Муніципалітет Куатро-Каньядас (%) |
| ------------------------------- | ----------------------------- | ---------------------------- | --------------------------- | ---------------------------- | ---------------------------------------- | --------------------------------- |
| Кечуа                           | 4.2                           | 3.6                          | 13.5                        | 49,6                         | 1.5                                      | 36,4                              |
| Аймара                          | 1.2                           | 1.4                          | 2.3                         | 2.2                          | 0,2                                      | 2.2                               |
| Гуарані, чикітано або мохеньйос | 67,8                          | 68,4                         | 31.1                        | 8.6                          | 87,0                                     | 7.8                               |
| Не корінні народи               | 25.1                          | 24.7                         | 52,5                        | 38.1                         | 10.7                                     | 51.3                              |
| Інші групи корінного населення  | 1.8                           | 1.9                          | 0,7                         | 1.5                          | 0,7                                      | 2.4                               |

Від 1992 до 2024 року населення провінції зросло більш ніж на 100 %:
- 1992: 61 008 мешканців (перепис)
- 2001: 93 997 мешканців (перепис)
- 2005: 111 813 жителів (оцінка)
- 2024: 129 674 жителі (перепис)[2]

48,3 % населення молодші 15 років. (1992)
Рівень грамотності в провінції становить 94,3 % (2012)
87,3 % населення не мають доступу до електроенергії, 50,4 % не мають санітарних приміщень. (1992)
79,5 % населення — католики, 17,2 % — протестанти. (1992)
1992 року 91,6 % населення розмовляли іспанською, 30,1 % — кечуа, 2,0 % — аймарською та 1,2 % — гуарані. Під час перепису населення 2001 року іспанською розмовляли 79 377 осіб, кечуа — 20 763, аймарською — 1 362, гуарані — 1 002, іншими рідними мовами — 3 619 осіб та іноземними мовами — 5 617 осіб. У таблиці показано кількість носіїв мови в кожному муніципалітеті:
| Мова                 | Муніципалітет Консепсьйон | Муніципалітет Сан-Хав'єр | Муніципалітет Сан-Рамон | Муніципалітет Сан-Хуліан | Муніципалітет Сан-Антоніо-де-Ломеріо | Муніципалітет Куатро-Каньядас |
| -------------------- | ------------------------- | ------------------------ | ----------------------- | ------------------------ | ------------------------------------ | ----------------------------- |
| Кечуа                | 363                       | 247                      | 468                     | 14 855                   | 46                                   | 4782                          |
| Аймарська            | 120                       | 104                      | 75                      | 804                      | 7                                    | 252                           |
| Гуарані              | 53                        | 142                      | 25                      | 682                      | 14                                   | 86                            |
| Інші корінні         | 901                       | 128                      | 29                      | 138                      | 2221                                 | 202                           |
| Іспанська            | 13 370                    | 10 414                   | 5278                    | 32 182                   | 5480                                 | 12 637                        |
| Іноземні             | 134                       | 102                      | 84                      | 1209                     | 199                                  | 3 864                         |
| Тільки корінні       | 138                       | 31                       | 46                      | 2430                     | 162                                  | 628                           |
| Корінна та іспанська | 1264                      | 559                      | 522                     | 13 469                   | 2118                                 | 4 558                         |
| Тільки іспанська     | 12 119                    | 9865                     | 4769                    | 19 405                   | 3474                                 | 11 018                        |

## Економіка
Основні види економічної діяльності пов'язані з тваринництвом, молочним скотарством, лісовим господарством та туризмом. Важливими є ремесла: виготовлення гамаків, текстилю, капелюхів, сумок та кошиків.

## Довкілля
Збільшення сільськогосподарського використання земель призвело до вирубування лісів у цьому регіоні.

## Галерея

Місіонерська церква у Консепсьйоні (нині Собор Непорочного Зачаття[en] )
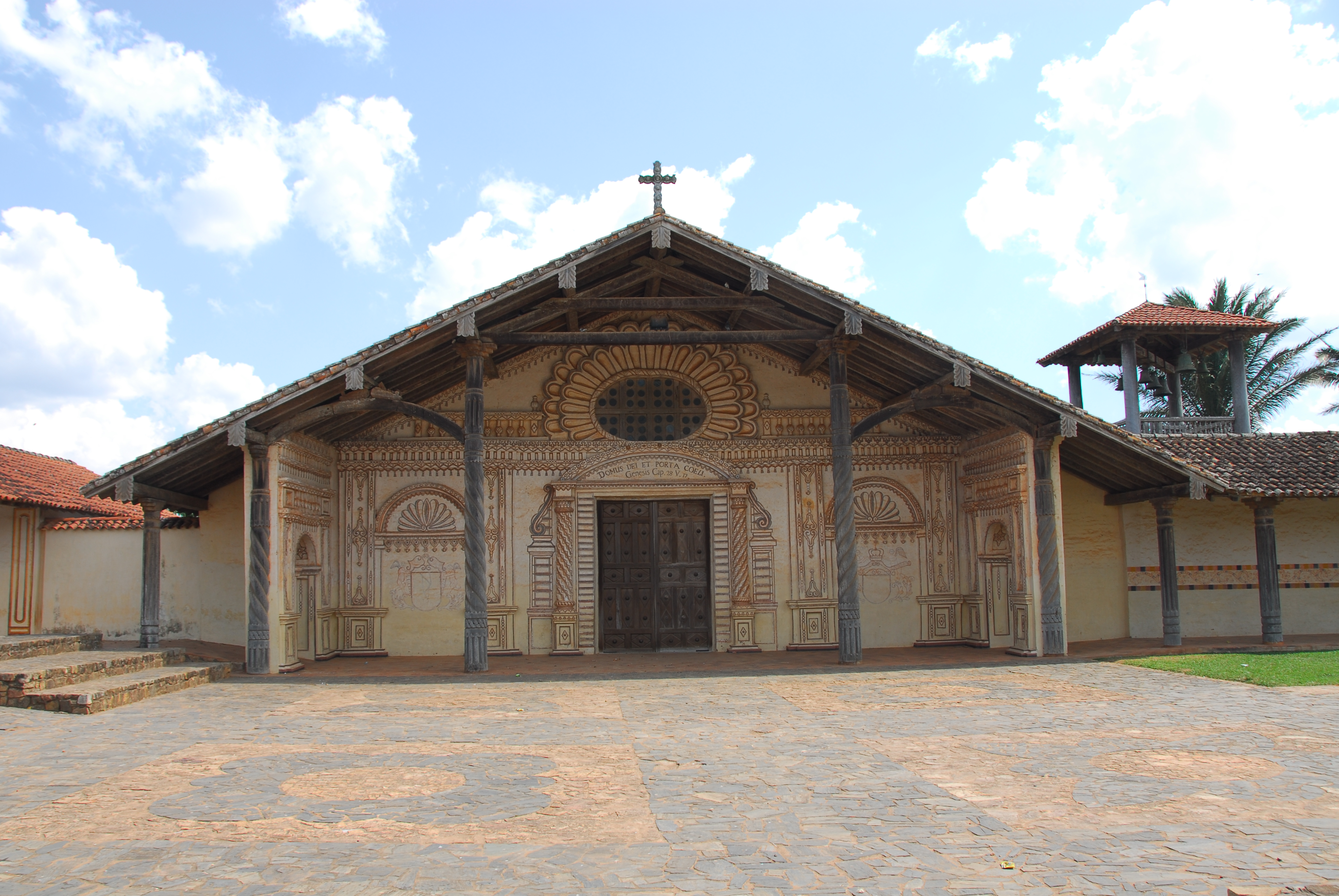
Місіонерська церква в Сан-Хав'єрі